# بانک ام‌سی‌بی
بانک ام‌سی‌بی (انگلیسی: MCB Bank) شرکت خدمات مالی و بانکداری پاکستانی است، که در سال ۱۹۴۷ تأسیس شد.